# Queets (Washington)
Queets es un área no incorporada ubicada en el condado de Jefferson en el estado estadounidense de Washington.

## Geografía
Queets se encuentra ubicado en las coordenadas 47°32′22″N 124°19′51″O / 47.53944, -124.33083.